# Mîronivka, Krasnohvardiiske
Mîronivka (în ucraineană Миронівка) este un sat în comuna Novopokrivka din raionul Krasnohvardiiske, Republica Autonomă Crimeea, Ucraina.

## Demografie
Componența lingvistică a localității Mîronivka
     Rusă (56,65%)
     Tătară crimeeană (34,1%)
     Ucraineană (8,09%)
     Belarusă (1,16%)
Conform recensământului din 2001, majoritatea populației localității Mîronivka era vorbitoare de rusă (56,65%), existând în minoritate și vorbitori de tătară crimeeană (34,1%), ucraineană (8,09%) și belarusă (1,16%).